# Овцебик
Вижте пояснителната страница за други значения на Овца.
Овцебикът (Ovibos moshatus), наричан още мускусен бик, е едър арктически тревопасен бозайник от семейство Кухороги и подсемейството на козите и овцете (Caprinae). Овцебикът е повече овца (Ovis), отколкото бик (Bos).

## Разпространение
Овцебикът обитава крайните северни райони на Канада, Гренландия и Аляска, откъдето изчезва в края на 19 век за да бъде отново реинтродуциран през 30-те години на 20 век. Впоследствие освен в традиционните си местообитания видът е заселен и в Швеция, Норвегия, Естония, Русия.
Предполага се, че овцебикът е дошъл в Северна Америка от Азия преди около 200 000 години. Допреди 2000 г. последната азиатска популация обитава Таймирския полуостров в Сибир. Някога стадата мускусни бикове бродили редом с Мамута, но за разлика от него оцеляват през последния ледников период, според някои защото съумяват да избегнат настъплението на човека.

## Физическа характеристика
Овцебикът е сравнително едро животно с масивно, издължено и набито тяло с къси, но силни крака и широки копита, за да не затъва в снега. Възрастните мъжки достигат на дължина до 240 см. и височина в холката до 145 см., а женските са малко по-дребни. Теглото им варира от 180 до 400 кг, но добре охранени в зоопарковете животни достигат до 650 кг. Всъщност дебелата козина и голямата глава правят мускусния бик да изглежда по-едър, отколкото в действителност е. И двата пола имат големи рога спускащи се надолу и към върха извити встрани и нагоре – надеждно оръжие за защита от хищници.
Тъмнокафявата козина на овцебика е дебела, гъста, дълга почти до земята и отлично предпазва животното от арктическия студ. Вълната от овцебик, известна с инуитското си наименование кивиут, е изключително високо ценена заради своята мекота, дължина и отлични изолационни качества.
Наименованието мускусен бик идва от силната миризма на мускус на мъжките през размножителния период.

## Начин на живот и хранене
Мускусните бикове са социални животни, живеят на стада от 10 – 20 животни, но понякога се събират и повече (над 70 индивида). През зимата тези стада са смесени – женските с малки и мъжките заедно, но през размножителния период, чиито разгар е в средата на август, мъжките водят ожесточени битки за едноличното право над женските и доминиращият бик прогонва своите съперници. Тогава ергенуващите мъжки се отделят на стада от 3 до 10 животни или скитат сами из тундрата. По това време биковете са изключително агресивни и често нападат всичко живо изпречило се на пътя им.
През лятото овцебиковете обикновено се срещат в блатисти местности като долините на реки, а през зимата се оттеглят по-нависоко, където снегът не е толкова дълбок. Хранят се с различни треви, мъхове и лишеи, за които през зимата се налага да ровят в снега.
Овцебиковете имат характерна защитна стратегия срещу хищници. Когато стадото бъде застигнато от вълци например, възрастните животни образуват кръг прикривайки малките в средата зад стена от тела и рога. Ефективна срещу естествени врагове като вълци и бели мечки, срещу човека обаче тази стратегия в крайна сметка замалко да се окаже фатална за оцеляването на вида.

## Размножаване
След около 9-месечна бременност женската ражда едно добре развито теленце. То започва да яде трева още на първата седмица от живота си и остава под грижите на майка си около година. Женските достигат полова зрялост на две години, а мъжките едва след петата си година.

## Природозащитен статус
Заставайки в защитна формация мускусните бикове са лесна мишена за ловците и безмилостно избивани в миналото са били застрашени от изчезване. Благодарение на взетите мерки за защита и реаклиматизация обаче, днес дивата популация на овцебика се изчислява на около 80 до 125 хиляди екземпляра и видът фигурира в Червения списък на световнозастрашените видове на IUCN като незастрашен .